# Saint-Martin-de-Bernegoue
Saint-Martin-de-Bernegoue ist eine französische Gemeinde mit 814 Einwohnern (Stand: 1. Januar 2022) im Département Deux-Sèvres in der Region Nouvelle-Aquitaine (vor 2016: Poitou-Charentes). Sie gehört zum Arrondissement Niort, zum Kanton La Plaine Niortaise und zum Gemeindeverband Communauté d’agglomération du Niortais. 

## Geographie
Saint-Martin-de-Bernegoue liegt im Ballungsraum etwa zwölf Kilometer südöstlich von Niort. Umgeben wird Saint-Martin-de-Bernegoue von den Nachbargemeinden Prahecq im Norden, Brûlain im Osten und Südosten, Saint-Romans-des-Champs im Süden, Juscorps im Süden und Südwesten, Fors im Westen sowie Aiffres im Nordwesten. 
Durch die Gemeinde führt die Autoroute A10. Der Bahnhof der Gemeinde liegt an der Bahnstrecke Chartres–Bordeaux.

## Bevölkerungsentwicklung
| Jahr                       | 1962 | 1968 | 1975 | 1982 | 1990 | 1999 | 2006 | 2012 | 2019 |
| Einwohner                  | 384  | 378  | 380  | 564  | 676  | 697  | 738  | 797  | 795  |
| Quellen: Cassini und INSEE |      |      |      |      |      |      |      |      |      |

## Sehenswürdigkeiten

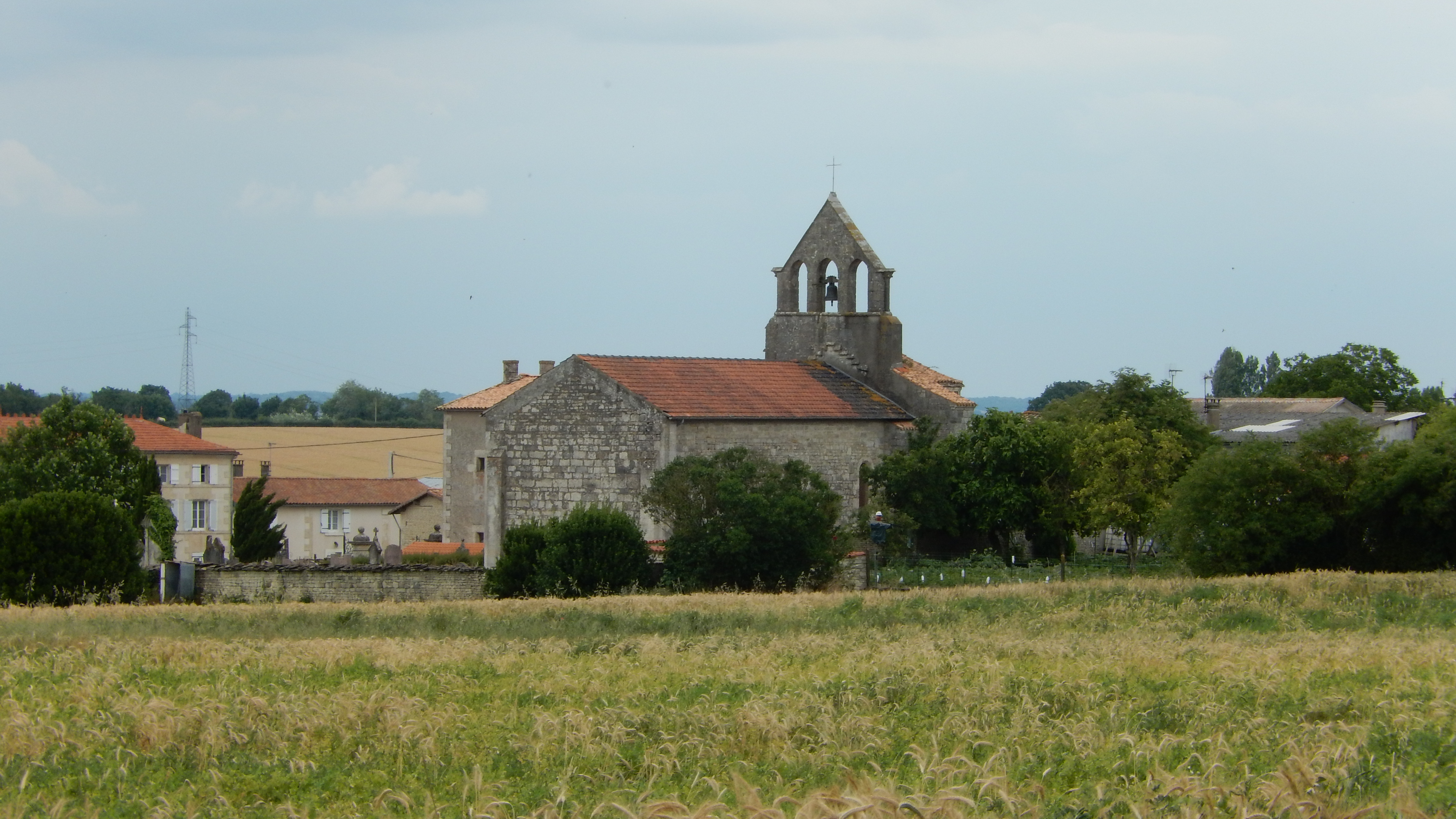
Kirche Saint-Martin

- Kirche Saint-Martin